# Hohenölsen
Hohenölsen är en ortsteil i staden Weida i Landkreis Greiz i förbundslandet Thüringen i Tyskland. Hohenölsen var en kommun fram till den 31 december 2013 när den uppgick i Weida. Hohenölsen hade 607 invånare 2013.